# Municipio de Soledad Atzompa
El municipio de Soledad Atzompa es uno de los 212 municipios en que se encuentra dividido el estado mexicano de Veracruz de Ignacio de la Llave. Su cabecera es la población del mismo nombre.

## Geografía
El municipio se encuentra localizado en la zona centro-occidental del estado de Veracruz, en la región de Las Montañas o sierra de Zongolica, muy cerca a las cumbres de Acultzingo. Tiene una extensión territorial de 115.772 kilómetros cuadrados que representan el 0.16 % de la extensión total de Veracruz. Sus coordenadas geográficas extremas son 18°38′ - 18°47′ de latitud norte y 97°8′ - 97°15′ de longitud oeste, y su altitud va de un mínimo de 1370 a un máximo de 3100 metros sobre el nivel del mar.
El municipio limita al norte con el municipio de Nogales, el municipio de Camerino Z. Mendoza y el municipio de Rafael Delgado; al este con el municipio de Tequila y el municipio de Atlahuilco, y al sureste con el municipio de Xoxocotla; al oeste limita con el municipio de Acultzingo. Al extremo sur confina con el estado de Puebla, en específico con el municipio de Vicente Guerrero.

## Demografía
De acuerdo a los resultados del Censo de Población y Vivienda de 2020 realizado por el Instituto Nacional de Estadística y Geografía, la población total del municipio de Soledad Atzompa asciende a 24 578 personas, de las que 12 577 son mujeres y 12 011 son hombres.
La densidad poblacional es de 184.67 habitantes por kilómetro cuadrado.

### Localidades
El municipio incluye en su territorio un total de 35 localidades. Las principales, considerando su población del censo de 2020 son:
| Localidad       | Población |
| Total Municipio | 24 578    |
| Atzompa         | 4 433     |
| Mexcala         | 1 883     |
| Huitzila        | 1 525     |
| Tlatilpa        | 1 198     |
| Tlatzala        | 1 175     |
| Xonotla         | 1 132     |
| Tetlatzinga     | 1 127     |
| Soledad Atzompa | 1 037     |

## Política

### Representación legislativa
Para la elección de diputados locales al Congreso de Veracruz y de diputados federales a la Cámara de Diputados federal, el municipio de Soledad Atzompa se encuentra integrado en los siguientes distritos electorales:
Local:
- Distrito electoral local de 22 de Veracruz con cabecera en Zongolica.[4]

Federal:
- Distrito electoral federal 18 de Veracruz con cabecera en Zongolica.[5]

### Presidentes municipales
- (2001 - 2004): Javier Pérez Pascuala
- (2005 - 2007): Emilio Francisco Antonio
- (2008 - 2010): Lucio Rojas de los Santos
- (2011 - 2013): Cristóbal Vega Cruz
- (2014 - 2017): Bonifacio Aguilar Linda
- (2018 - 2021): Armando Pérez de los Santos